# Hunslet Engine Company
Die Hunslet Engine Company ist ein britischer Lokomotivenhersteller, der 1864 in Hunslet, einem Ortsteil von Leeds, gegründet wurde. Die Gesellschaft stellte über 100 Jahre lang dampfbetriebene Rangierlokomotiven her und baut heute mit Dieselmotoren betriebene Rangierlokomotiven. Kurze Zeit wurden auch Automobile unter dem Markennamen Attila gebaut.
Seit 2012 gehört die Gesellschaft zur LH Group; eine Tochtergesellschaft, The Hunslet Steam Company wartet und baut Dampflokomotiven. Im selben Jahr wurde die LH Group durch Wabtec übernommen.

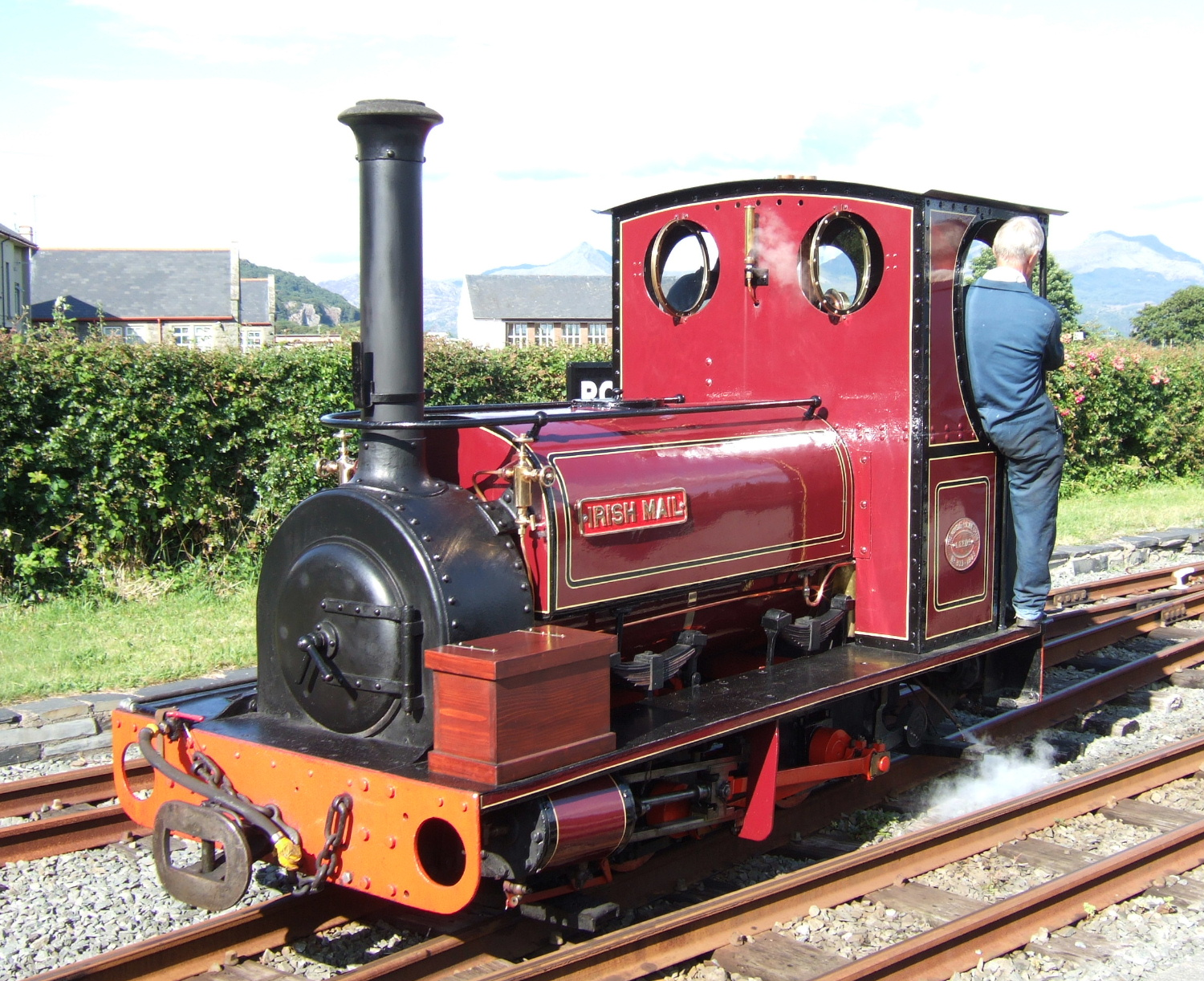
Die Irish Mail ist eine typische kleine Dampflokomotive, von denen viele bei Hunslet zum Einsatz in Steinbrüchen gebaut wurden.

## Geschichte

### Die frühen Jahre: 1864–1901
Die Hunslet Engine Company wurde 1864 in der Jack Lane im Ortsteil Hunslet der Stadt Leeds in West Yorkshire, England, von dem Bauunternehmer John Towlerton Leather gegründet. Werksleiter war der Ingenieur James Campbell aus Leeds, der Sohn von Alexander Campbell.
Die erste Lokomotive entstand 1865. Es war die Linden, eine Normalspur-0-6-0-Tenderlokomotive für Brassey and Ballard, einen Eisenbahnbauunternehmer, wie es viele unter den ersten Kunden des Unternehmens gab. Auch Kohlenbergwerke fanden sich in der Kundenliste. Diese einfache Rangier- und Kurzstrecken-Industrielokomotive war viele Jahre lang das wichtigste Modell von Hunslet.
1871 kaufte James Campbell die Gesellschaft für 25.000 £ (zahlbar in fünf Raten in mehr als zwei Jahren) und sie blieb anschließend viele Jahre lang im Besitz dieser Familie. Von 1865 bis 1870 wurden weniger als zehn Lokomotiven pro Jahr gebaut, 1871 waren es schon 17 und ihre Zahl stieg die nächsten 30 Jahre weiter auf bis zu 34 Stück pro Jahr.

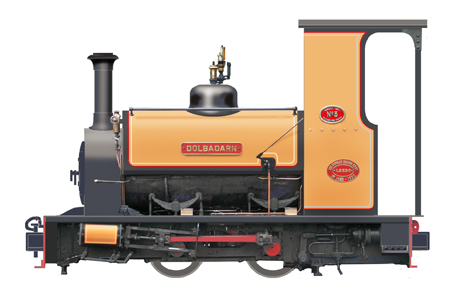
Die Dolbadarn, die 1922 für den Dinorwic-Steinbruch gebaut wurde und heute auf der Llanberis Lake Railway läuft.

1870 baute Hunslet ihre erste Schmalspurlokomotive, Dinorwic, eine winzige 578-mm-Spur-0-4-0-Tenderlokomotive für den Dinorwic-Steinbruch in Llanberis. Diese Lokomotive wurde später in Charlie umbenannt und war die erste von zwanzig baugleichen Lokomotiven, die für diesen Steinbruch gebaut wurden. Sie trug viel zur Etablierung von Hunslet als großer Hersteller von Lokomotiven für Steinbrüche bei. Dieser Steinbruch war durch eine 1219-mm-Spur-Strecke mit dem Ort Port Dinorwic verbunden, für die Hunslet drei 0-6-0-T-Lokomotiven lieferte: Dinorwic, Padarn und Velinheli. Sehr viel größere Lokomotiven als die üblichen Typen für Steinbrüche, die 578-mm-Spur-Lokomotiven Charles, Blanche und Linda, entstanden 1882 und 1883 für den Einsatz auf der Hauptstrecke der Penrhyn Quarry Railway zwischen Bethesda und Port Penrhyn in Nordwales.
Eine große Zahl an 0-6-0-Tenderlokomotiven mit kurzem Radstand wurden an die Manchester Ship Canal Company geliefert.
Die erste Hunslet-Lokomotive für den Export war die No. 10, eine 0-4-0-ST-Lokomotive, die über Hull und Rotterdam nach Java geliefert wurde. Bis 1902 hatte Hunslet bereits Lokomotiven in über 30 Länder in der ganzen Welt geliefert und sich oft dadurch neue Märkte erschlossen. In Irland belieferte Hunslet viele neu eröffnete Schmalspurlinien und baute auch 1887 die drei unorthodoxen Lokomotiven für die Lartigue-Einschienenbahn, die von der Listowel & Ballybunion Railway betrieben wurde.
Ab 1873 wurde eine große Zahl von Hunslet-Lokomotiven nach Australien exportiert und dort sowohl auf Haupt- als auch auf Nebenstrecken eingesetzt.

### 1901–1939
1901 war James Campbell immer noch Eigentümer der Hunslet Engine Company und seine vier Söhne waren alle bei der Firma beschäftigt, auch sein ältester Sohn, Alexander III., der 1890 nach dem Tod seines Onkels George dessen Stelle als Werksleiter eingenommen hatte. 1902 wurde die Gesellschaftsform geändert. Sie hieß nun ‘’Hunslet Engine Company Ltd.’’, aber alle Gesellschaftsanteile verblieben in der Familie. Nach dem Tod von James Campbell 1905 übernahm sein Sohn Alexander III. den Vorsitz der Gesellschaft und dessen Bruder Robert wurde Werksleiter, während ihr Bruder Will Sekretär und Verkaufsleiter mit Sitz in der Geschäftsleitung blieb.
Etwa zu dieser Zeit baute Hunslet eine Serie von 2-6-2-Tenderlokomotiven für die Staatseisenbahn von Sierra Leone, von denen auch Elemente in die Konstruktion der berühmten Russell, einer 597-mm-Schmalspurlokomotive für die Portmadoc, Beddgelert and South Snowdon Railway, einflossen.
1903 begann die Produktion von Automobilen. Der Markenname lautete Attila. 1906 endete die Produktion.
Nach Familienstreitigkeiten schieden sowohl Will als auch sein jüngerer Bruder Gordon aus der Firma aus und Robert, der infolge einer schlimmen Verletzung behindert war, konnte seine Arbeit als Werksleiter nicht fortführen. So musste der Posten des Werksleiters ausgeschrieben werden und Edgar Alcock, damals stellvertretender Werksleiter der Gorton-Gießerei von Beyer-Peacock, wurde 1912 eingestellt. Alcock kam damit zu einer Zeit zu Hunslet, als die Kunden immer größere und stärkere Lokomotiven verlangten. Beispiel hierfür sind die beiden 86-Tonnen-2-8-4-Tenderlokomotiven für die Ferrocarril de Antofagasta a Bolivia.
Ab 1914, befand sich das Vereinigte Königreich im Kriegszustand und die Nachfrage aus dem Ausland hatte nachgelassen. Hunslet beschäftigte, wie viele andere Fabriken, Frauen in ihren Werkstätten und fertigte Munition. Daneben wurden in begrenzter Anzahl auch noch Lokomotiven gebaut, z. B. Leichtgewicht-Schmalspur-4-6-0-T-Lokomotiven für die War Department Light Railways.
Nach dem Ersten Weltkrieg konnte Hunslet wieder Aufträge aus dem Ausland akquirieren und erhielt auch Anschlussaufträge von der London, Midland and Scottish Railway für 90 LMS-Fowler-Class-3F-'Jinty'-0-6-0-T-Rangierlokomotiven. In den 1930er-Jahren baute Hunslet seine größten Lokomotiven, zwei 0-8-0-Tenderlokomotiven für eine besondere Eisenbahnfährverbindung in China. Ungefähr ein Jahr später diente deren Konstruktion als Vorbild für eine 0-8-0-Tenderlokomotive für Indien. In diesen Zwischenkriegsjahren erhielt die Gesellschaft viele weitere Aufträge für große Lokomotiven.
Andere unabhängige britische Lokomotivenhersteller überlebten die Weltwirtschaftskrise nicht und Hunslet übernahm deren Aufträge, Rechte und Konstruktionen, wie z. B. die von Kerr, Stuart and Company oder der Avonside Engine Company.

### 1930–2000
John Alcock, der seinem Vater 1958 als Direktor von Hunslet folgte, erinnerte sich, dass ihm sein Vater etwa 1920, als er noch ein Schuljunge war, gesagt hatte, dass sein Hauptbestreben für die Gesellschaft der Einsatz von Verbrennungsmotoren in Lokomotiven sein müsse. Während der gesamten 1930er-Jahre arbeitete Hunslet an der Verbesserung von Diesellokomotiven.

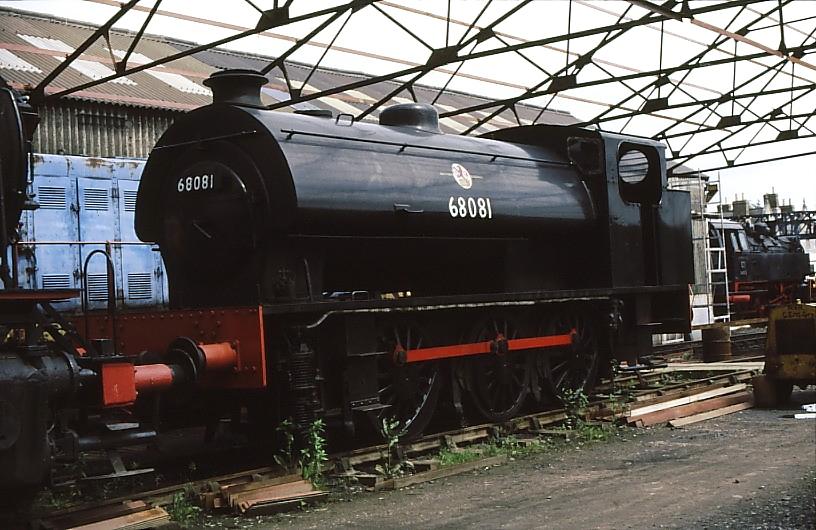
Austerity 68081

Im Zweiten Weltkrieg diente Hunslet wiederum seinem Land als Hersteller von Munition, baute aber auch Lokomotiven – Dampf- und Diesel-betrieben – für den Kriegseinsatz. Bemerkenswert ist die Rolle der Gesellschaft bei der Herstellung der Austerity-0-6-0-ST-Rangierlokomotive. Dies war eine Sparversion der 50550er-Rangierlokomotive, die ihrerseits eine Ableitung der 48150er-Rangierlokomotive war, von der vor dem Kriege 16 Stück gebaut worden waren. Hunslet baute im Krieg 149 Sparlokomotiven und vergab Unteraufträge für 200 weitere. Von 1943 bis 1964 entstanden insgesamt 485 Sparlokomotiven bei Hunslet (und anderen Lokomotivenherstellern), von denen 70 heute noch erhalten sind.
Nach dem Krieg wurde der Bau von normalen Lokomotiven wieder aufgenommen. Wichtig für die Nachkriegsproduktion waren der feuersichere Dieselantrieb der Hunslet-Lokomotiven für die Kohlebergwerke sowie der Bau weiterer Sparlokomotiven für die Britische Bergwerksverwaltung und die Armee. Außerdem wurden einige ältere Sparlokomotiven wiederaufgebaut, was sich bis Anfang der 1960er-Jahre hinzog. Die letzten drei Sparlokomotiven wurden 1970 verkauft, eine für Museumszwecke, eine zum Verschrotten und eine an die Britische Bergwerksverwaltung.
Die letzte Dampflokomotive für die Industrie im Vereinigten Königreich wurde von Hunslet 1971 für den Export nach Java gebaut.
Die Fabrik an der Jack Lane in Hunslet (Leeds) wurde 1995 geschlossen. Der letzte Auftrag war eine Reihe von Schmalspurlokomotiven für den Tunnelbau an der Jubilee Line Extension der London Underground.

### 2000–heute

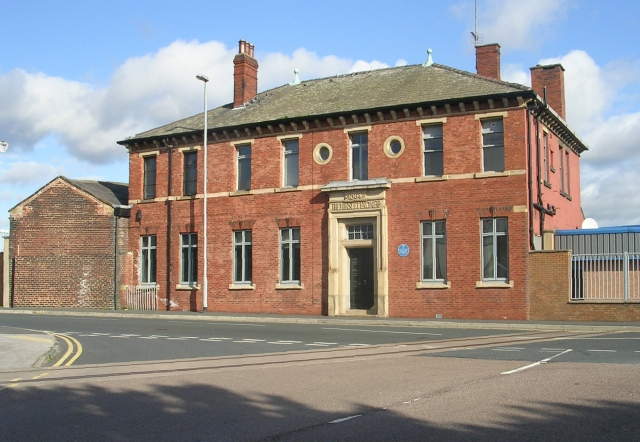
Die frühere Hunslet-Fabrik 2009.

Die Hunslet Engine Company gehört heute zur LH Group of Companies. Der Gesellschaft gehören die Namens- und Planrechte einer Reihe früherer britischer Lokomotivenhersteller wie z. B. Andrew Barclay, Avonside Engine Company, North British Locomotive Company, Greenwood and Batley, Hudswell Clarke, John Fowler & Co., Kerr Stuart, Kitson & Co. und Manning Wardle. Sie repariert Lokomotiven dieser Marken und stellt die Ersatzteilversorgung sicher.
2004 wurde die Gesellschaft von der LH Group übernommen. Die Fertigung wurde nach Barton under Needwood verlagert; andere Betriebsteile verblieben in Leeds.
2006 stellte die Gesellschaft fernbediente dieselelektrische Rangierlokomotiven für die John M. Henderson & Co. Ltd. her, die an das Kokswerk von POSCO in Südkorea geliefert wurden. Im selben Jahr wurden etliche Diesellokomotiven für Bergwerke fertiggestellt.
2007 begann Hunslet mit der Entwicklung einer neuen Lokomotivenfamilie, die von Rangierlokomotiven bis zu Fahrzeugen mit bis zu 100 Tonnen Gewicht reichte. Die erste Lokomotive der neuen Klasse, die DH60C, eine dreiachsige Rangierlokomotive mit dieselhydraulischem Antrieb, wurde im Juli 2010 vorgestellt.
Die Gesellschaft betreibt auch ein Lokomotivenvermietungsgeschäft, hauptsächlich für Rangierlokomotiven für die Industrie, einschließlich einer British Rail Class 08, die 2006 beschafft wurde.
The Hunslet Steam Co.
The Hunslet Steam Co. gehört zur LH Group. Sie betreibt den Neubau von Dampflokomotiven (z. B. der Hunslet 0-4-0-Tenderlokomotive für Steinbrüche), den Bau von Dampfkesseln und die Wartung von Lokomotiven.

## Verbundene Unternehmen

### Hunslet-Barclay Ltd
Hunslet-Barclay wurde von der Hunslet-Gruppe 1972 zugekauft. Das Unternehmen beschäftigte sich hauptsächlich mit der Wartung von mehrgliedrigen Dieseltriebzügen in den Andrew Barclay Caledonia Works in Kilmarnock. 2003 kaufte die LH Group die Lokomotivenproduktion der Gesellschaft. Im Oktober 2007 meldete Hunslet-Barclay Vergleich an, wurde im November von FKI (dem Eigentümer von Brush Traction) übernommen und in Brush-Barclay umbenannt.

## Noch erhaltene Lokomotiven

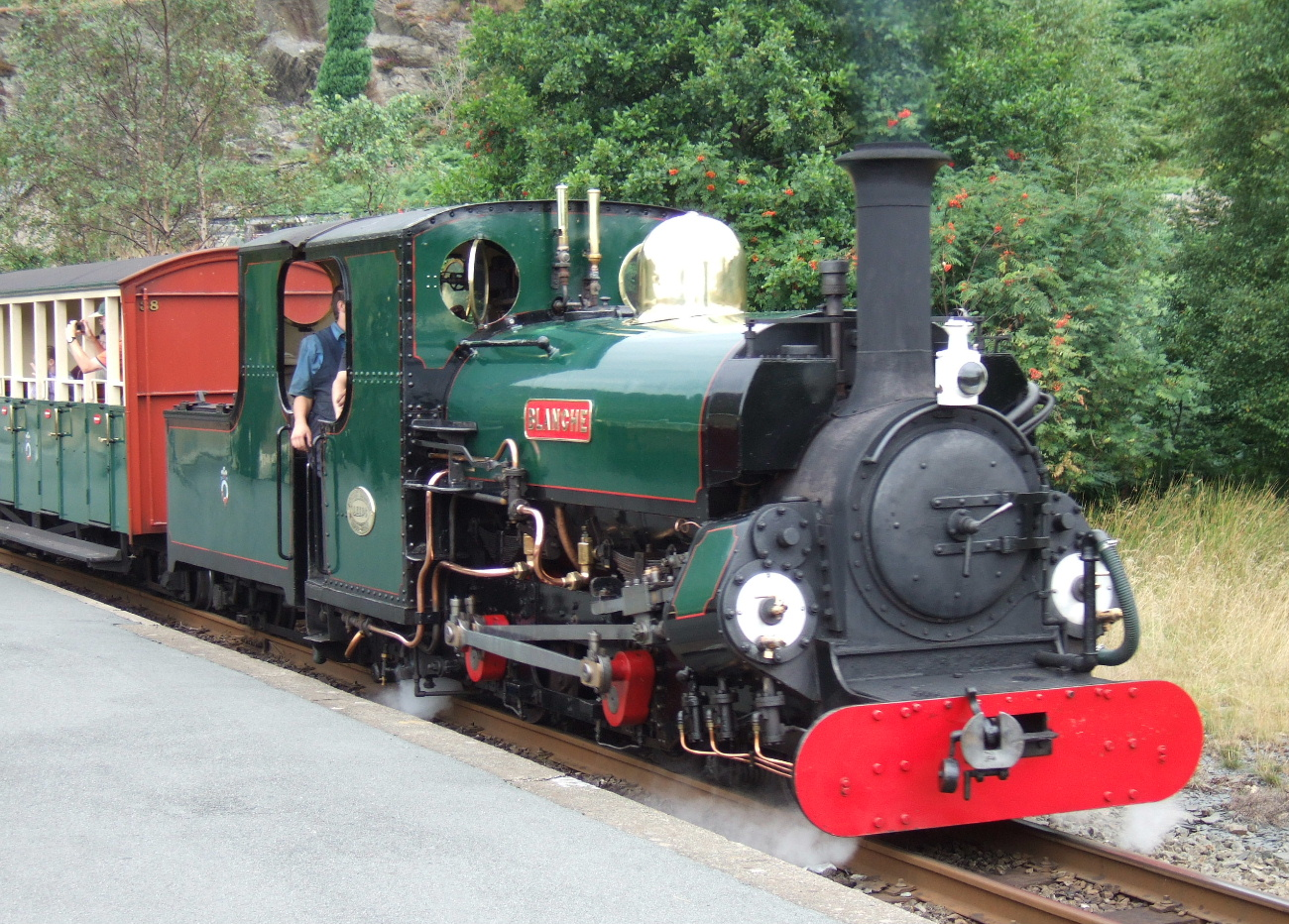
Größtenteils wiederaufgebaute Hunslet Blanche auf der Ffestiniog Railway

### Vereinigtes Königreich
Lokomotiven der Hunslet Engine Company kann man auf Museumsbahnen in ganz Großbritannien sehen, z. B.:
- Amberley Museum & Heritage Centre (Dampf, Diesel und elektrisch)
- Amerton Railway (Dampf und Diesel)
- Appleby Frodingham Railway (Die Corus-Dieselmotoren kann man üblicherweise vom Zug aus sehen.)
- Bala Lake Railway (Dampf)
- Corris Railway (Diesel)
- Ffestiniog Railway (Dampf und Diesel)
- Hollycombe Steam Collection (Dampf)
- Kent and East Sussex Railway (Dampf)
- Launceston Steam Railway (Dampf)
- Llanberis Lake Railway (Dampf)
- Llangollen Railway (Dampf)
- Middleton Railway Leeds
- Peak Rail (Dampf und Diesel)
- Ribble Steam Railway (Dampf und Diesel)
- Rutland Railway Museum (Dampf und Diesel)
- Snibston Discovery Museum (Diesel)
- Snowdon Mountain Railway (Diesel)
- Welsh Highland Railway (Porthmadog) (Dampf und Diesel)
- Welshpool and Llanfair Light Railway (Dampf und Diesel)
- West Lancashire Light Railway (Dampf)
- Woodhorn Narrow Gauge Railway (Diesel)

### Sri Lanka

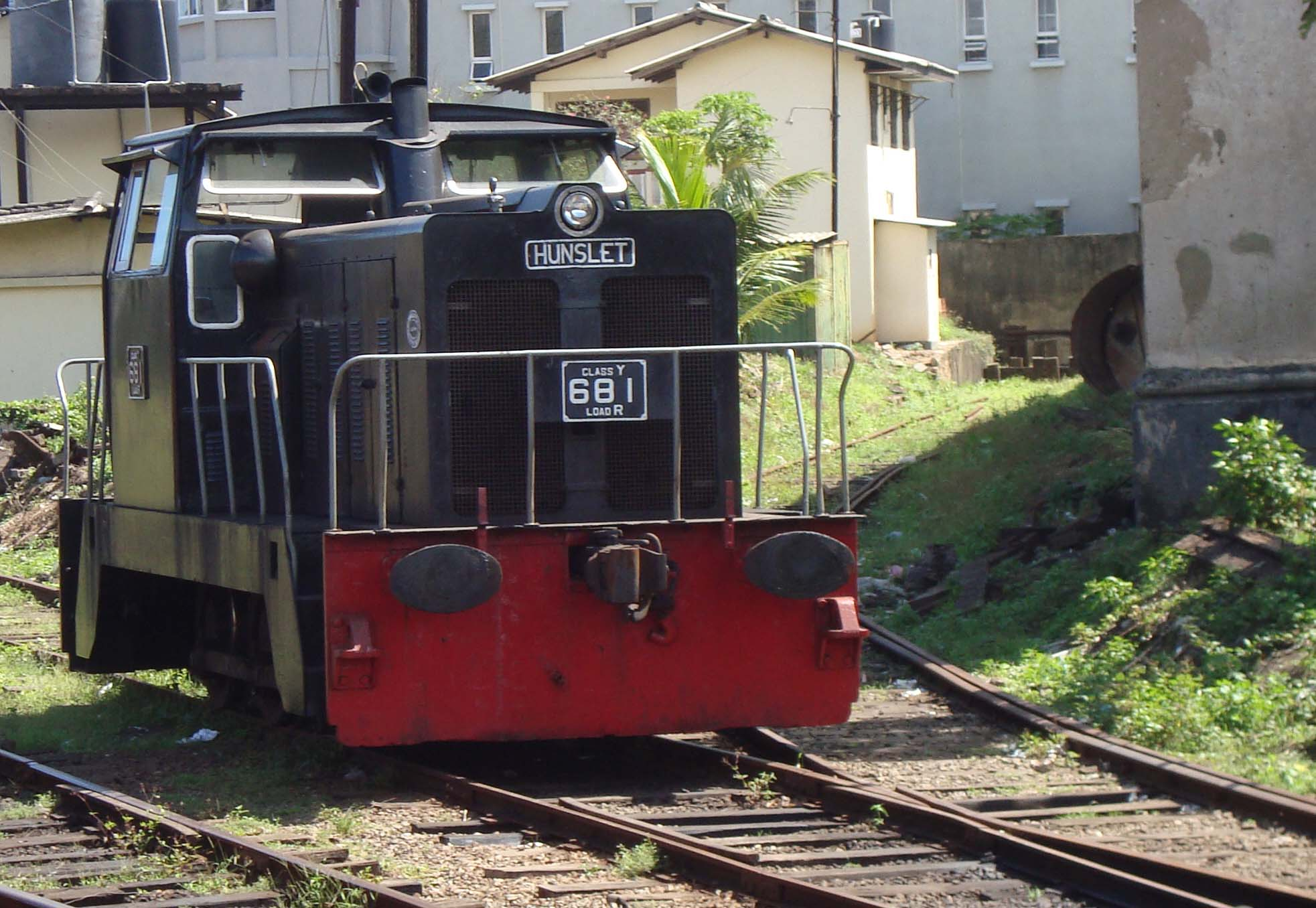
Sri Lanka Railways Class Y, No 681 in Galle, Sri Lanka

- Die Sri Lanka Railways haben Hunslet-Diesel-Rangierlokomotiven auf fast allen Rangierbahnhöfen im Einsatz.

### Neuseeland
- Die NZR/PWD Y class number 542 (Hunslet No. 1444) ist im Museum of Transport and Technology zu besichtigen.